# Pöttelsdorf
Pöttelsdorf è un comune austriaco di 728 abitanti nel distretto di Mattersburg, in Burgenland. Tra il 1971 e il 1991 è stato unito al comune di Zemendorf-Stöttera.